# Notzingen
Notzingen – miejscowość i gmina w Niemczech, w kraju związkowym Badenia-Wirtembergia, w rejencji Stuttgart, w regionie Stuttgart, w powiecie Esslingen, wchodzi w skład wspólnoty administracyjnej Kirchheim unter Teck. Leży ok. 17 km na południowy wschód od Esslingen am Neckar.